# Björn Freitag

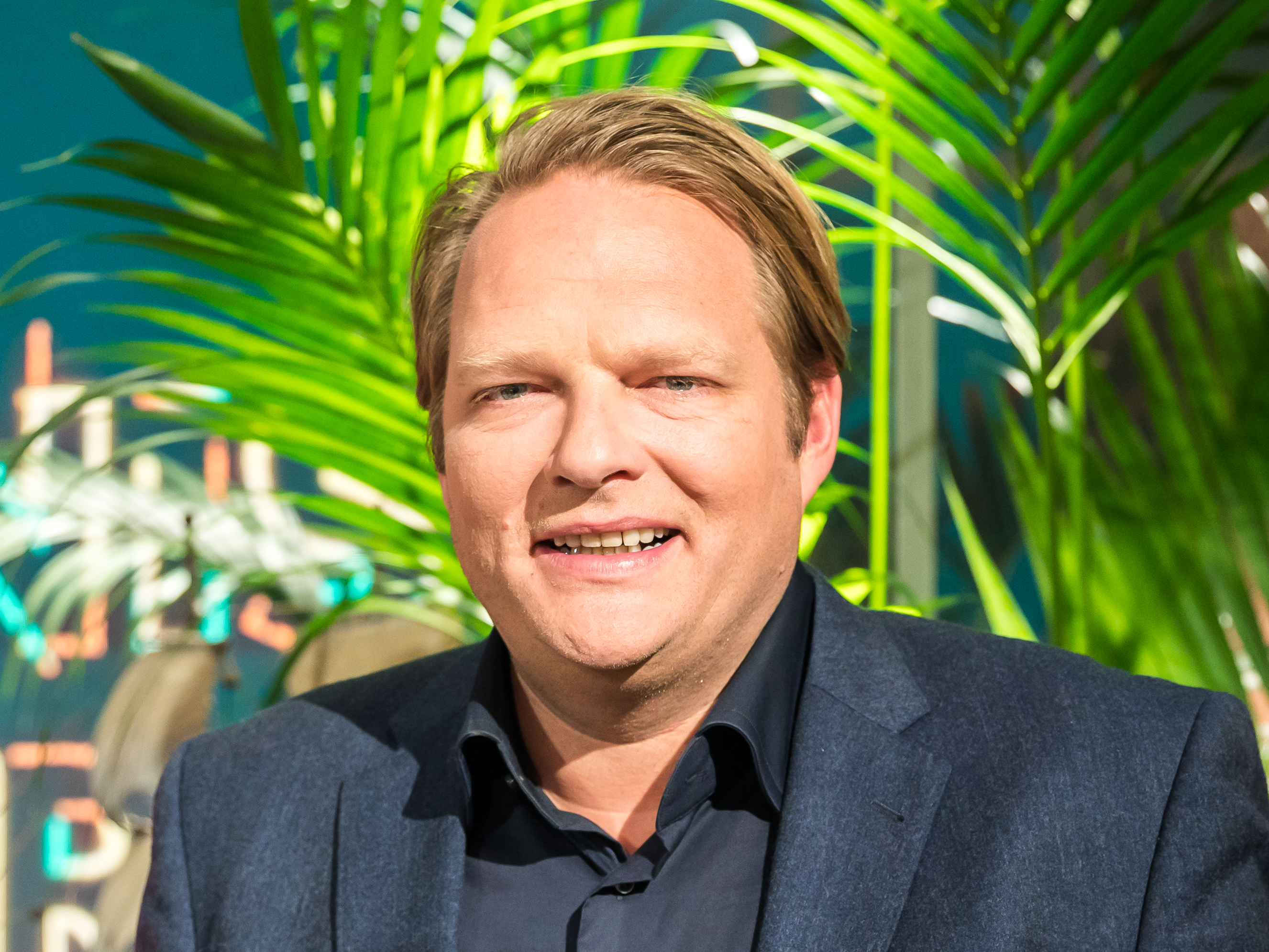
Björn Freitag (2018)

Björn Freitag (* 14. Juni 1973 in Gelsenkirchen) ist ein deutscher Koch, Fernsehmoderator, Gastronom und Kochbuchautor.

## Werdegang
Björn Freitag wurde als Sohn des Gastronomen Engelbert Freitag und seiner Frau Ute, geb. Stöter, in Gelsenkirchen geboren und wuchs in Dorsten auf. Nach dem Abitur absolvierte er eine Kochlehre im Schachener Hof in Lindau (Bodensee). Anschließend arbeitete er im Restaurant „Die Ente vom Lehel“ in Wiesbaden und im „Brückenkeller“ in Frankfurt am Main. Nach dem Tod seines Vaters übernahm er im Alter von 23 Jahren das elterliche Restaurant „Goldener Anker“ in Dorsten.
Seit vielen Jahren ist Freitag zudem als Fernsehkoch tätig, unter anderem kochte er von 2000 bis 2001 auf tm3 in der Sendung Echt Scharf. Von März 2008 bis Ende 2009 war er regelmäßig in der Sendung Das Fast Food-Duell des Fernsehsenders kabel eins zu sehen. Außerdem kocht er auch im unregelmäßigen Wechsel mit Mario Kalweit bei der Nachmittagssendung Daheim und Unterwegs im WDR. Seit Juli 2010 ist er als Moderator in den Fernsehsendungen Der Vorkoster  und Viel für wenig und des SWR/WDR-Schulfernsehens zu sehen. Seit Oktober 2012 moderiert er die Sendung Freitag tischt auf des WDR Fernsehens mit dem Untertitel „Die Geheimnisse der Lebensmittelindustrie“, in der ein besonderer Fokus auf die Herstellungsverfahren der Lebensmittelindustrie gelegt wird. Als Moderator und Juror der ZDF-Kochshow Küchenschlacht ist er seit Herbst 2013 tätig. Ab 2013 moderierte er die Kochsendung einfach & köstlich im WDR Fernsehen. Zusammen mit dem Koch Frank Buchholz gestaltet er seit 2017 im WDR Fernsehen die Sendung Lecker an Bord. In jeder Folge machen beide eine kulinarische Reise durch den Westen Deutschlands. Von 2010 bis 2021 war Freitag außerdem Mannschaftskoch des FC Schalke 04.
Im September 2015 nahm er mit seiner Frau Anna an der RTL-Tanzshow Stepping Out teil.

## Auszeichnungen
Seit 2001 wird das Restaurant „Goldener Anker“ unter Freitags Leitung mit einem Stern im Guide Michelin ausgezeichnet. Freitag war seinerzeit der jüngste Küchenchef eines mit einem Stern dekorierten Restaurants in Deutschland. Der Gault-Millau vergab 2008 14 Punkte, 2013 ist das Restaurant mit 15 Punkten bewertet.

## Publikationen (Auswahl)
- Freitag in Deutschland: 10 wunderbare Menüs, Becker, Joest, Volk, Hilden 2008, ISBN 978-3-938100-46-2
- Sterne-Snacks – kleine Zaubereien aus der Sterneküche, Becker, Joest, Volk, Hilden 2009, ISBN 978-3-938100-26-4

## Privates
Björn Freitag ist seit 2013 mit der Schauspielerin, Model und Moderatorin Anna Groth, einer ehemaligen Miss Niedersachsen, verheiratet, mit der er seit 2010 in fester Beziehung lebte. Nach einer zwischenzeitlichen Trennung sind die beiden seit Ende August 2017 wieder zusammen.